# HSG Ahlen-Hamm
Pour les articles homonymes, voir HSG.
Dernière mise à jour : 24 juin 2015.
Le Handballsportgemeinschaft Ahlen-Hamm ou HSG Ahlen-Hamm est un club allemand de handball situé dans la ville de Hamm et de Ahlen en Rhénanie-du-Nord-Westphalie. Issu de la fusion entre le en 2010 entre le ASV Hamm et le Ahlener SG, le club évolue en 2.Bundesliga.

## Joueurs emblématiques
- Martin Müller